# Isabel (provincija)
Isabel je jedna od devet provincija u Salomonskim Otocima. 

## Zemljopis
Površina provincije je 4.136 km². Najveći i najznačajniji otok provincije Santa Isabel ima površinu od 2.999 km². Santa Isabel je najduži otok u državi dug je 200 kilometara, a širok u prosjeku oko 22 kilometra. Središte provincije je u gradu Buali.

### Otoci
- Arnarvon
- Kerehikapa
- Maleivona
- Ramos
- San Jorge
- Santa Isabel
- Sikopo
- Mahige

## Demografija
Prema podacima iz 1999. godine u provinciji živi 20.241 stanovnika, dok je prosječna gustoća naseljenosti 5 stanovnika na km².

## Vanjske poveznice
- Informacije o provinciji